# Saint-Philbert-du-Peuple
Saint-Philbert-du-Peuple är en kommun i departementet Maine-et-Loire i regionen Pays de la Loire i nordvästra Frankrike. Kommunen ligger i kantonen Longué-Jumelles som tillhör arrondissementet Saumur. År 2022 hade Saint-Philbert-du-Peuple 1 319 invånare.

## Befolkningsutveckling
Antalet invånare i kommunen Saint-Philbert-du-Peuple
| Referens: INSEE |